# Thelairosoma diaphanum
Thelairosoma diaphanum là một loài ruồi trong họ Tachinidae.